# Kazuki Someya
Kazuki Someya (染矢 一樹 Someya Kazuki?, nacido el 13 de octubre de 1986 en Osaka) es un futbolista japonés que se desempeña como centrocampista.

## Trayectoria

### Clubes
| Club              | País  | Año         |
| ----------------- | ----- | ----------- |
| FC Gifu           | Japón | 2009 - 2013 |
| Fagiano Okayama   | Japón | 2014 - 2015 |
| Oita Trinita      | Japón | 2016        |
| Azul Claro Numazu | Japón | 2016 -      |

## Estadística de carrera

### J. League
| Club              | Año   | J. League | J. League | Copa J. League | Copa J. League | Total | Total |
| Club              | Año   | Part.     | Goles     | Part.          | Goles          | Part. | Goles |
| ----------------- | ----- | --------- | --------- | -------------- | -------------- | ----- | ----- |
| FC Gifu           | 2009  | 41        | 4         | -              | -              | 41    | 4     |
| FC Gifu           | 2010  | 21        | 1         | -              | -              | 21    | 1     |
| FC Gifu           | 2011  | 29        | 2         | -              | -              | 29    | 2     |
| FC Gifu           | 2012  | 36        | 1         | -              | -              | 36    | 1     |
| FC Gifu           | 2013  | 38        | 10        | -              | -              | 38    | 10    |
| Fagiano Okayama   | 2014  | 10        | 0         | -              | -              | 10    | 0     |
| Fagiano Okayama   | 2015  | 17        | 1         | -              | -              | 17    | 1     |
| Oita Trinita      | 2016  | 0         | 0         | -              | -              | 0     | 0     |
| Azul Claro Numazu | 2017  | 20        | 2         | -              | -              | 20    | 2     |
| Total             | Total | 212       | 21        | 0              | 0              | 212   | 21    |